# گمینا زاژچه
گمینا زاژچه (به لهستانی:  Gmina Zarzecze) یک گمینا در لهستان است که در شهرستان پژوورسک واقع شده‌است. گمینا زاژچه ۴۹٫۲۴ کیلومتر مربع مساحت و ۷٬۱۸۳ نفر جمعیت دارد.